# Intendant des provinces
Les intendants des provinces sont des fonctionnaires du royaume de France chargés de superviser l'administration de la justice, de la police et des finances dans les provinces. 

## Histoire
Les intendants des provinces ont pour origine les maitres des requêtes délégués en province par le roi. En 1636, Richelieu organise le corps des intendants proprement dit. Durant la fronde, jugés déloyaux par les parlements et les états provinciaux, les intendants des provinces sont supprimés mais ils sont rétablis en 1654 et développés dans toutes les généralités. À la Révolution française il y avait ainsi 32 intendances.

## Intendants des provinces célèbres
- Antoine-Louis Lefebvre de Caumartin
- Jean-Baptiste Galeazzini
- Alberto Nota
- René de Voyer de Paulmy d'Argenson